# Kogan Tobari
Kogan Tobari (jap. 戸張 孤雁; ur. 1882, zm. 1927) – japoński rzeźbiarz, drzeworytnik i ilustrator.

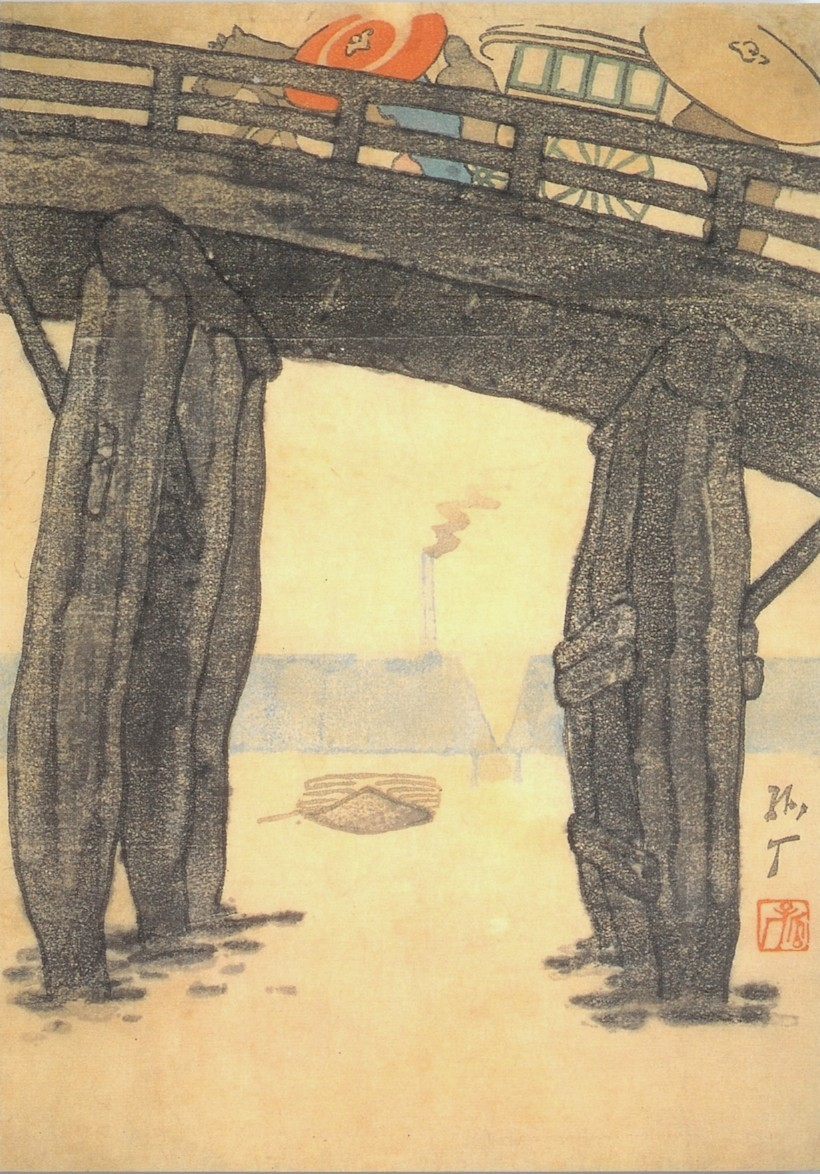
Drzeworyt Senjû Ôhashi

W 1901 studiował w Nowym Jorku. Tworzył pod wpływem zachodniego rzeźbiarstwa, był współzałożycielem i członkiem japońskiej akademii sztuki.